# Санфорд (Колорадо)
Санфорд (енгл. Sanford) град је у америчкој савезној држави Колорадо.

## Демографија
По попису из 2010. године број становника је 879, што је 62 (7,6%) становника више него 2000. године.
| Група             | 2000.       | 2010.       |
| Белци             | 471 (57,6%) | 525 (59,7%) |
| Афроамериканци    | 1 (0,1%)    | 1 (0,1%)    |
| Азијати           | 0 (0,0%)    | 1 (0,1%)    |
| Хиспаноамериканци | 331 (40,5%) | 342 (38,9%) |
| Укупно            | 817         | 879         |